# Fabio Baldato
Fabio Baldato (født 13. juni 1968) er en tidligere italiensk professionel cykelrytter, der cyklede for det professionelle cykelhold Lampre-Fondital, indtil han i en alder af 40 var ude for et slemt styrt under Eneco Tour.